# 엄평재
엄평재(1960년 10월 24일 ~)는 해태 타이거즈의 전 야구 선수다. 전남고등학교를 졸업했다. 1985년 현금 트레이드로 OB 베어스로 이적했다. 그러나 1군에 등판한 것은 1983년이 유일하며, 당시 13경기 11이닝 2패 16.36의 평균자책점을 기록했다.

## 등번호
- 31 (1983 ~ 1985)
- 39 (1986)

## 같이 보기
- 1983년 해태 타이거즈 시즌